# Валефјорита
Валефјорита (итал. Vallefiorita) је насеље у Италији у округу Катанцаро, региону Калабрија.
Према процени из 2011. у насељу је живело 1849 становника. Насеље се налази на надморској висини од 306 м.

## Становништво
| 1931. | 1936. | 1951. | 1961. | 1971. | 1981. | 1991. | 2001. | 2011. |
| ----- | ----- | ----- | ----- | ----- | ----- | ----- | ----- | ----- |
| 1.981 | 2.144 | 2.676 | 2.603 | 2.536 | 1.936 | 2.493 | 2.434 | 1.849 |